# 邱学青
邱学青（1965年12月—），男，汉族，广东陆丰人，生物质利用和绿色化工专家，广东工业大学党委副书记、校长，加拿大工程院院士，曾任华南理工大学党委常委、副校长。